# Villefert
Villefert ou Ville-Fert est une ancienne commune du département français de la Creuse, rattachée au Mas-d'Artige en 1831. Elle était composée des villages de la Vialle, Villefert et Crépiaux. Son nom révolutionnaire fut Librefert.

## Démographie
Évolution démographique de la commune de Villefert classée par date de recensement de 1793 à 1821.
| 1793 | 1800 | 1806 | 1821 |
| ---- | ---- | ---- | ---- |
| 147  | 118  | 148  | 146  |

Source : Des villages Cassini aux communes d'aujourd'hui.